# Belleville (Arkansas)
Pour les articles homonymes, voir Belleville.
Belleville est une ville située dans l’État américain d'Arkansas, dans le comté de Yell. 

## Population et société

### Démographie
Selon le recensement de 2000, sa population est de 371 habitants.

#### Évolution du nombre d'habitants
| 2000 | 2010 | 2020 | - |
| ---- | ---- | ---- | - |
| 371  | 441  | 312  | - |

## Culture locale et patrimoine

### Lieux et monuments
- Le pont de Spring Lake, inscrit au Registre national des lieux historiques.

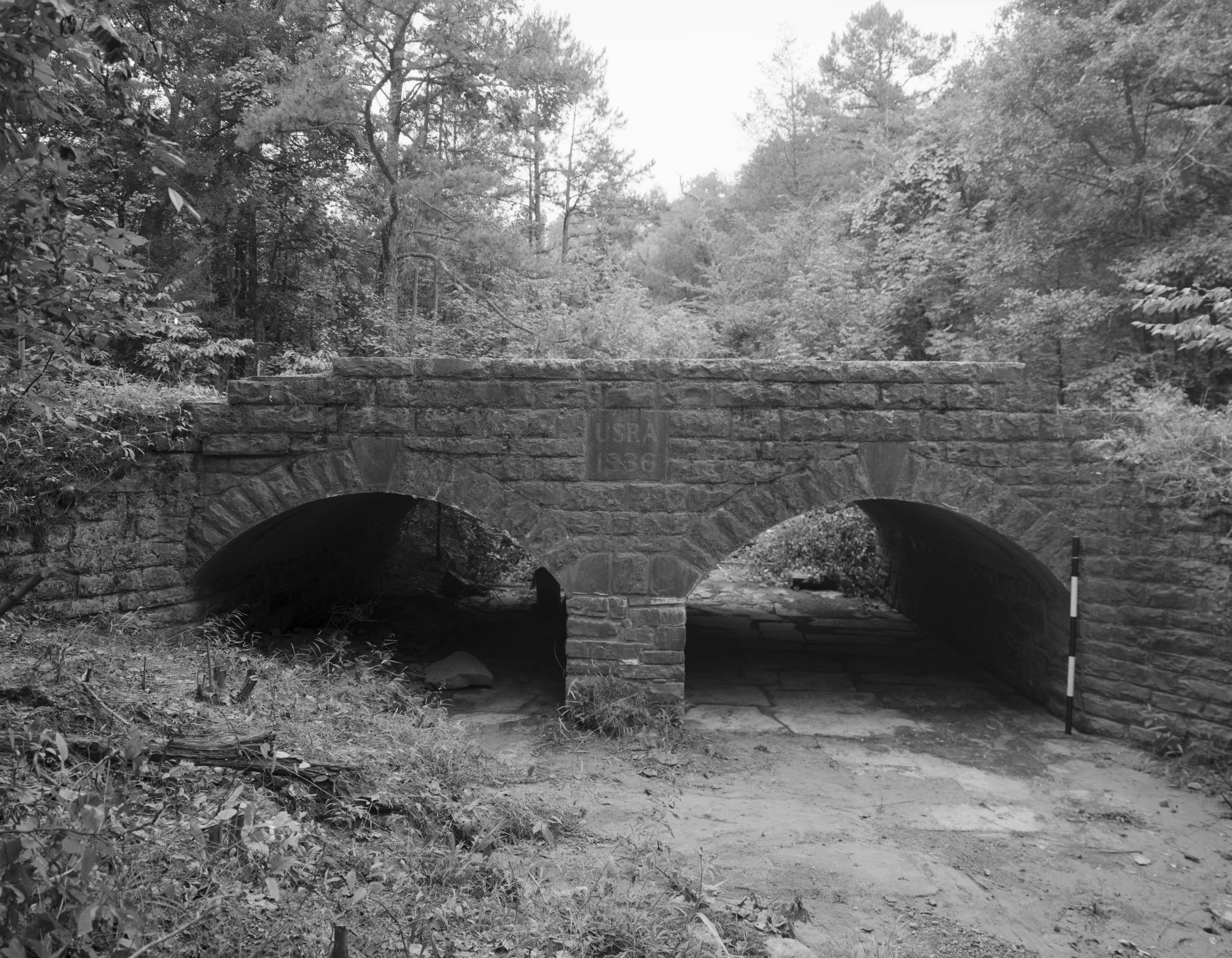
Le pont de Spring Lake au nord de Belleville.